# Sonambulismo homicida
El sonambulismo homicida (también conocido como homicidio sonámbulo o asesinato por sonambulismo), es el acto de matar a alguien, durante un supuesto episodio de sonambulismo. Ha habido algunos casos en los que ha ocurrido un acto de homicidio y el principal sospechoso puede haber cometido el acto mientras caminaba dormido. Se cuestiona fuertemente la veracidad de los casos registrados. Alrededor de 69 casos se habían reportado en la literatura hasta el año 2005. Uno de esos casos es el de Kenneth Parks, quien fue absuelto del asesinato de su suegra en 1987 después de usar la defensa del sonambulismo.

## Causas
El sonambulismo ocurre durante el sueño de ondas lentas (Slow-wave sleep SWS), las etapas más profundas del sueño no REM, mientras que hay otras parasomnias que ocurren durante el sueño REM. Es causada por un evento fisiológico inapropiado en el que el cerebro intenta salir de SWS e ir directamente a despertar. En el sueño normal, el cerebro hace la transición desde el sueño desde las etapas 1 o 2 del sueño NREM o REM, pero casi nunca desde el SWS. Como resultado, el cerebro se "atasca" entre un estado de sueño y un estado de vigilia. En el caso de Kenneth Parks, su electroencefalograma mostró una anomalía en la que su cerebro trató de despertar del SWS de 10 a 20 veces por noche. Se desconoce por qué algunas personas cometen asesinatos en sus episodios de sonambulismo, pero parece razonable suponer que se deben cumplir muchas condiciones. Kenneth Parks, por ejemplo, estaba planeando ir a la residencia de sus suegros al día siguiente, estaba estresado y deprimido por sus problemas maritales y financieros, y había sido privado de sueño porque no pudo dormir la noche anterior.

## Casos notables

### Caso Boshears
El sargento Willis Boshears era un militar estadounidense con base en el Reino Unido. Confesó haber estrangulado a una mujer local llamada Jean Constable en las primeras horas del día de Año Nuevo de 1961, pero afirmó que estaba dormido y solo se despertó para darse cuenta de lo que había hecho. Al día siguiente, Boshears se deshizo del cuerpo en un camino aislado. Varios días después fue arrestado y acusado de asesinato. En su juicio en febrero de 1961 en el Essex Assizes se declaró inocente por estar dormido en el momento en que cometió el delito y fue absuelto.

### Caso Parks
En 1987, Kenneth James Parks era un canadiense casado de 23 años con una hija de 5 meses. Tenía una relación muy cercana con sus suegros, con su suegra de 42 años, Barbara Ann Woods, refiriéndose a él como "su gentil gigante". El verano anterior a los controvertidos eventos, desarrolló un problema de juego y cayó en profundos problemas financieros. Para cubrir sus pérdidas, tomó fondos de los ahorros de su familia y luego comenzó a malversar en el trabajo. Finalmente, en marzo de 1987, se descubrieron sus acciones y fue despedido de su trabajo. El 20 de mayo asistió a su primera reunión de Jugadores Anónimos. Hizo planes para contarle a su abuela el sábado siguiente (23 de mayo) y a sus suegros el domingo (24 de mayo) sobre sus problemas de juego y dificultades financieras.
Temprano en la mañana del 24 de mayo de 1987, Kenneth Parks condujo 20 kilómetros desde Pickering, Ontario, hasta la casa de sus suegros en Scarborough, Ontario. Entró a su casa con una llave que le habían dado previamente y utilizó una llanta para golpear a su suegra hasta matarla. Luego se volvió contra su suegro, tratando de estrangularlo hasta la muerte, pero el hombre logró sobrevivir al ataque. Regresó a su automóvil y, a pesar de estar cubierto de sangre, se dirigió directamente a una comisaría cercana y confesó, entregándose y diciendo: "Creo que acabo de matar a dos personas".
La única defensa de Parks fue que estuvo dormido durante todo el incidente y no estaba al tanto de lo que estaba haciendo. Naturalmente, nadie lo creyó; incluso los especialistas en sueño se mostraron extremadamente escépticos. Sin embargo, después de una cuidadosa investigación, los especialistas no pudieron encontrar otra explicación. Las lecturas del electroencefalograma de Parks eran muy irregulares, incluso para una parasomnia. Esto, combinado con el hecho de que no había un motivo, y que fue sorprendentemente consistente en sus historias durante más de siete entrevistas a pesar de los repetidos intentos de tratar de desviarlo, que el momento de los eventos encajaba perfectamente con la propuesta. La explicación, y que no hay forma de falsificar los resultados del electroencefalograma, llevó a un jurado a absolver a Parks del asesinato de su suegra y del intento de asesinato de su suegro. La Corte Suprema de Canadá confirmó la absolución en la decisión de 1992 R v Parks.
Algunos médicos creen que, en cambio, se debería haber declarado que Parks no era culpable por razón de locura.

### Caso Nieto
Antonio Nieto, de 58 años, residente en Málaga, España, asesinó a su esposa y suegra con un hacha y un martillo el 11 de enero de 2001. La hija de Nieto sufrió una fractura de mandíbula pero se quedó sola después de fingir la muerte y su hijo lo desarmó. después de recibir un corte en la oreja. Nieto afirmó haber estado dormido durante el ataque y soñando que se defendía de avestruces agresivas. Sin embargo, sus hijos declararon que los había reconocido e incluso le había dicho a su hijo que no encendiera las luces porque su madre (ya gravemente herida) estaba durmiendo. En 2007 Nieto (ya en tratamiento psiquiátrico) fue condenado a 10 años de internamiento en un hospital psiquiátrico y se le ordenó pagar 171.100 euros como indemnización a las víctimas.

### Caso Lowe
El 30 de octubre de 2004, el cuerpo de Edward Lowe, de 83 años, fue encontrado en su camino de entrada en Mánchester, Inglaterra. Su hijo, Jules, admitió haber causado la muerte de su padre, pero no recordaba haber cometido el acto y utilizó el "automatismo" como defensa. Fue declarado no culpable por demencia y detenido a discreción de Su Majestad (es decir, indefinidamente) en un hospital seguro. Fue puesto en libertad diez meses después.

### Caso Brian Thomas
Brian Thomas, de 59 años, que sufría de automatismo y sonambulismo desde que era niño, confesó haber estrangulado a su esposa de 57 años, Christine, en julio de 2008 en su caravana mientras estaba de vacaciones. Llamó a los servicios de emergencia y se escuchó decirle al operador: "¿Qué he hecho? Intenté despertarla. Creo que maté a mi esposa. Oh, Dios mío. Pensé que alguien había entrado. Estaba peleando con esos chicos, pero era Christine. Debo haber estado soñando o algo así. ¿Qué he hecho? ... " Afirmó que había confundido a su esposa con un intruso, al despertarse y descubrir que era su esposa. Fue liberado en 2009 por un juez, quien lo declaró inocente de asesinato.

## En ficción

### Representaciones de televisión
En la primera temporada de la serie de televisión Perry Mason, un episodio se tituló "El caso de la sobrina del sonámbulo".
El episodio "Atrapasueños", de la quinta temporada de la serie de televisión Teen Wolf, trató de esto.
En el episodio de Mentes criminales titulado "In the Dark", un asesino en serie sufre esta enfermedad, matando a varias personas durante la noche.

### Representaciones de películas
La película de terror alemana de 1920 El gabinete del doctor Caligari se centra en una serie de asesinatos cometidos por un sonámbulo bajo el control del epónimo Dr. Caligari.
La comedia estadounidense de atracos románticos del homónimo caballero ladrón de joyas de 1932 Arsene Lupin presenta numerosas representaciones de sonambulismo, específicamente sonambulismo real y falso por varios personajes.
El thriller italiano de 1971 Un lagarto con piel de mujer involucra a una mujer que cree haber asesinado a una vecina mientras dormía.
La película para televisión de 1997 La matanza del sonámbulo describe una historia en la que un hombre mata a su suegra y hiere a su suegro en medio de la noche y luego se entrega.
El thriller de 2010 En mi sueño muestra a un personaje que cree que pudo haber asesinado a un buen amigo mientras caminaba sonámbulo. La película se inspiró en casos de la vida real.
El thriller de 2013 Terapia de Riesgo se centra en una mujer que supuestamente mata a su marido mientras caminaba dormida debido a un efecto secundario de la medicación que está tomando.
El thriller mexicano de 2022 Presencias se centra en la historia de un hombre que asesina a sus hermanos y esposa mientras está dormido, sin ser consciente de su trastorno y asociándolo a fenómenos paranormales.